# اچ‌ام‌اس کاشالوت (ان۸۳)
اچ‌ام‌اس کاشالوت (ان۸۳) (به انگلیسی: HMS Cachalot (N83)) یک زیردریایی بود که طول آن ۲۹۳ فوت (۸۹ متر) بود. این زیردریایی در سال ۱۹۳۷ ساخته شد.